# Pseudoseptis satyricus
Pseudoseptis satyricus är en fjärilsart som beskrevs av Druce. Pseudoseptis satyricus ingår i släktet Pseudoseptis och familjen nattflyn. Inga underarter finns listade.